# Miguel Ibarra
Miguel Ángel Ibarra Andrade (* 15. März 1990 in New York City, New York) ist ein US-amerikanischer Fußballspieler.

## Karriere

### Jugend und College
Der in Lancaster, Kalifornien aufgewachsene Ibarra besuchte von 2008 bis 2009 das Taft College in Taft, Kalifornien. Während seiner High-School-Zeit spielte er für den Ambush Soccer Club in Lancaster. In Taft spielte er College Soccer für die dortige Collegemannschaft Taft Cougars. Von 2010 bis 2011 besuchte er die University of California und spielte dort für die UC Irvine Anteaters.
Während seiner Zeit am Taft College wurde er zum besten Spieler der Central Valley Conference ernannt. In Irvine erhielt er die Auszeichnungen Big West Co-Offensive Player of the Year und wurde 2011 in das All-Big West First Team berufen. Neben dem College spielte er auch für die Lancaster Rattlers in der USL Premier Development League. Später spielte er auch für Orange County Blue Star.
Ibarra erlangte am College einen Abschluss in Sozialökologie.

### Profispieler
Beim MLS Supplemental Draft 2012 wurde er von den Portland Timbers ausgewählt. Es kam aber zu keiner Verpflichtung seitens der Mannschaft aus der Major League Soccer.
Der offensive Mittelfeldspieler unterzeichnete daraufhin am 13. März 2012 einen Vertrag beim NASL-Franchise Minnesota Stars FC. Sein Debüt spielte er am 8. April 2012. Bei den Stars avancierte er schnell zum Stammspieler und erzielte fünf Tore in 30 Spielen. 2013 wurde er in das All-Star-Team der Liga berufen. Am Ende der Saison 2014 wurde er zum besten Spieler der Liga ernannt und erhielt dafür den NASL Golden Ball.
Am 10. Juni 2015 wechselte Ibarra zum mexikanischen Erstligisten Club León.
Am 7. Januar 2017 kehrte Ibarra zu dem mittlerweile in der Major League Soccer spielenden Minnesota United zurück.

### Nationalmannschaft
Ibarra wurde für die Freundschaftsspiele gegen Ecuador und Honduras im Oktober 2014 für die Fußballnationalmannschaft der Vereinigten Staaten nominiert. Sein erstes Länderspiel absolvierte er am 14. Oktober 2014 gegen Honduras.